# 斑高鰭䱛
斑高鰭䱛（E. punctatus）為輻鰭魚綱鱸形目鱸亞目石首魚科的其中一種，分布於西大西洋區，從美國佛羅里達州至巴西海域，棲息深度3-30公尺，本魚第一背鰭短基部非常高，第二背鰭和尾鰭密布暗白點，頭白兩個深棕色的條紋，通過眼睛至胸部延伸到腹鰭。口小，下位，近水平，背鰭硬棘11-13枚，背鰭軟條45-47枚，臀鰭硬棘2枚，臀鰭軟條6-8枚，體長可達27公分，棲息在珊瑚礁區，在夜間活動，屬肉食性，以多毛類、甲殼類等為食，可做為食用魚、觀賞魚，有雪卡魚中毒的紀錄。

## 外部連結
- 斑高鰭䱛的圖片